# 술선
술선(포르투갈어: Linha do Sul)은 포르투갈의 리스본 캄폴리드 A 역과 알가르브 지방 투느스 역을 잇는 273.6km 길이의 철도노선이다. 노르트 선 다음으로 포르투갈에서 중요한 간선으로, 수도 리스본과 세투발 및 남부 알렌테주 및 알가르브 지방을 잇는다. 1861년 개방하였다.